# Lei Magnitsky
A Lei Magnitsky, formalmente conhecida como Revogação Jackson-Vanik da Rússia e Moldávia e Lei de Responsabilidade do Estado de Direito de Sergei Magnitsky de 2012, é um projeto de lei bipartidário aprovado pelo Congresso dos EUA e sancionado pelo presidente Barack Obama em dezembro de 2012, com a intenção de punir autoridades russas responsáveis pela morte do advogado tributário russo Sergei Magnitsky em uma prisão de Moscou em 2009 e também por concederem à Rússia o status de relações comerciais normais permanentes.
Desde 2016, o projeto de lei, que se aplica globalmente, autoriza o governo dos Estados Unidos a punir aqueles que considera violadores dos direitos humanos, congelar seus ativos e proibi-los de entrar nos Estados Unidos.

## Contexto
Em 2009, o advogado tributarista russo Sergei Magnitsky morreu em uma prisão em Moscou após investigar uma fraude de US$230 milhões envolvendo autoridades fiscais russas. Magnitsky foi acusado de cometer a fraude ele mesmo e detido. Enquanto estava na prisão, Magnitsky desenvolveu cálculos biliares, pancreatite e colecistite e foi recusado o tratamento médico por meses. Após quase um ano de prisão, ele teria sido espancado até a morte enquanto estava sob custódia.
Bill Browder, um proeminente empresário americano e amigo de Magnitsky que trabalhou extensivamente na Federação Russa após o colapso da URSS, divulgou o caso e pressionou as autoridades americanas para aprovar uma legislação que sancionasse os russos envolvidos em corrupção. Browder apresentou o caso aos senadores Benjamin Cardin e John McCain, que propuseram a legislação.

## Lei
Em junho de 2012, o Comitê de Relações Exteriores da Câmara dos Estados Unidos relatou à Câmara um projeto de lei denominado Lei de Responsabilidade do Estado de Direito de Sergei Magnitsky de 2012 (HR 4405). A principal intenção da lei era punir as autoridades russas consideradas responsáveis pela morte de Sergei Magnitsky, proibindo sua entrada nos Estados Unidos e o uso de seu sistema bancário. A legislação foi aprovada por um painel do Senado na semana seguinte, patrocinado pelo senador Ben Cardin, e citada em uma revisão mais ampla das crescentes tensões nas relações internacionais. Browder escreveu mais tarde que a Lei Magnitsky encontrou apoio bipartidário rápido porque a corrupção exposta por Magnitsky era flagrante e indiscutível, e "aqui não havia um lobby russo pró-tortura e assassinato para se opor a ela". p.329
O governo Obama lutou contra o projeto até que o Congresso sinalizou que o projeto Jackson-Vanick de 2012 não seria revogado a menos que a Lei Magnitsky fosse aprovada. Em novembro de 2012, as disposições do projeto de lei Magnitsky foram anexadas a um projeto da Câmara (HR 6156) normalizando o comércio com a Rússia (ou seja, revogando a emenda Jackson-Vanik) e a Moldávia. Em 6 de dezembro de 2012, o Senado dos EUA aprovou a versão da lei para a Câmara, 92–4. A lei foi assinada pelo presidente Barack Obama em 14 de dezembro de 2012.

### Lista negra de janeiro de 2017
Em 9 de janeiro de 2017, de acordo com a Lei Magnitsky, o Escritório de Controle de Ativos Estrangeiros do Tesouro dos Estados Unidos atualizou sua Lista de Nacionais Especialmente Designados e colocou Aleksandr I. Bastrykin, Andrei K. Lugovoi, Dmitri V. Kovtun, Stanislav Gordievsky e Gennady Plaksin na lista negra, o que congelou qualquer um de seus ativos mantidos por instituições financeiras americanas ou transações com essas instituições e proibiu suas viagens aos Estados Unidos.

## Ações do governo russo
Em resposta à adoção da Lei Magnitsky, o governo russo negou a adoção de crianças russas pelos norte-americanos, emitiu uma lista de funcionários dos EUA proibidos de entrar na Rússia e condenou Magnitsky postumamente como culpado. Além disso, o governo russo supostamente fez lobby contra a legislação por meio de uma empresa de relações públicas liderada por Kenneth Duberstein. Mais tarde, uma advogada russa, Natalia Veselnitskaya, foi contratada para fazer lobby contra a Lei Magnitsky nos Estados Unidos. Ela marcou uma reunião com Donald Trump Jr., supostamente para discutir o assunto.

### Proibição da adoção de crianças russas pelos EUA
Em 19 de dezembro de 2012, a Duma votou 400 a 4 para proibir a adoção internacional de crianças russas nos Estados Unidos. O projeto de lei recebeu o nome extraoficial de Dmitri Yakovlev, em referência a uma criança russa conhecida como Chase Harrison, que morreu de insolação em 2008 quando seu pai adotivo americano esqueceu que ela estava no banco de trás de seu SUV. No ano seguinte, 2013, duas leis adicionais foram propostas: uma era para impedir os cidadãos americanos de trabalhar com ONGs políticas na Rússia, e uma segunda lei, eventualmente abandonada, impedia qualquer estrangeiro de falar na televisão estatal se desacreditasse o estado.

## Recepção
O jurista expatriado australiano Geoffrey Robertson, que está representando alguns dos ativistas de Magnitsky, descreveu a Lei como "um dos mais importantes novos desenvolvimentos em direitos humanos". Ele afirma que a lei fornece "uma maneira de chegar aos maquinistas de Auschwitz, os apparatchiks, as pessoas que lucram com as violações dos direitos humanos e geralmente passam despercebidas".
O deputado estadual da Duma, Yevgeny Fedorov, argumentou que o verdadeiro propósito do projeto de lei Magnitsky era manipular figuras-chave nas grandes empresas e no governo, com o objetivo de uma política pró-americana na Federação Russa.
Em 2018, o parlamento britânico aprovou a chamada 'emenda Magnitsky' à Lei de Sanções e Anti-Lavagem de Dinheiro para dar ao governo o poder de impor sanções a pessoas que cometam graves violações dos direitos humanos.
Os dissidentes liberais russos Vladimir V. Kara-Murza e Boris Nemtsov aprovaram o ato, chamando-o de "pró-Rússia".

## Global Magnitsky Act

### Promulgação
Em 2016, o Congresso dos EUA promulgou o Global Magnitsky Human Rights Accountability Act, que permite ao governo dos EUA sancionar funcionários de governos estrangeiros implicados em abusos de direitos humanos em qualquer parte do mundo.